# 370 Modestia
370 Modestia este un asteroid din centura principală, descoperit pe 14 iulie 1893, de Auguste Charlois.